# Râul Dumbrăvița, Ilișua
Râul Dumbrăvița este un curs de apă, afluent al râului Ilișua. 